# Niklas Källner
Olof Niklas Stanley Källner, född 27 maj 1976 i Hörnefors församling, Västerbottens län, är en svensk journalist, programledare och författare.

## Biografi
Källner, som är uppvuxen i Växjö, startade sin karriär på Sveriges Televisions kulturprogram Nike och Centrum. För många svenskar blev Källner känd som reporter i talkshowen Skavlan. 2014 gjorde han webserien ”Niklas kör” då han skjutsade hem gästerna från programmet. Han har också arbetat som programledare för Arvinge okänd (SVT) mellan åren 2017-2021, tillsammans med Kattis Ahlström. Arvinge okänd sändes fyra säsonger och programmet har blivit nominerat till TV-priset Kristallen tre gånger. 2018 blev programmet dessutom nominerat till Stora journalistpriset i kategorin Årets berättare. Hösten 2016 var duon programledare för jubileumsprogrammet SVT 60 år.  Han har också varit programledare för Delat land (SVT 2015), Högtider – Valborg och Midsommar, (SVT 2017) och tillsammans med Karin Winther ledde han von Svenssons kläder 2013.
Under säsongen 2022/2023 och 2023/2024 tävlade Niklas Källner i TV-programmet På spåret tillsammans med vetenskapsjournalisten Lena Nordlund. De kom till semifinal i båda säsongerna.
Sedan 2022 gör han program för TV4. Han har lett program som Fuskarna, Duellen Nedsnack och två säsonger av Niklas och verkligheten.
År 2024 deltog Källner i den andra säsongen av realityserien Förrädarna på TV4. I samband med programmet var han även programledare för podcasten Förrädarpodden. 
Dessutom har Källner lett talkshowen I Särklass med Niklas där han bland annat lät Robert Gustafsson imitera svenska dialekter i vad som sedan blev ett klipp med fler än 3 miljoner visningar på YouTube.  
Källner har också varit verksam som programledare i radio i program som Karlavagnen i P4 och är en återkommande panelmedlem i programmet Spanarna i Sveriges Radio P1. Han hade mellan 2014 och 2016 en podcast tillsammans med kollegan Fredrik Skavlan som hette Skavlan & Källner.
Han har även medverkat i flera andra program som Alla mot Alla (Kanal5), Smartare än en femteklassare, Doobidoo, Tror du jag ljuger?, Big Bang (TV4) och Nytt på nytt (NRK). I början av 2000-talet gjorde Källner kortfilmen Lowest Form of Life, tillsammans med produktionsbolaget Filt. Filmen utgår från en uppmärksammad intervju han gjorde med Lou Reed. Han medverkar även i långfilmen Naken.  
Källner har gett ut tre böcker. Han debuterade som författare 2015 med boken Tills man dör lever man och  2018 släppte han boken Och bilen går bra? som handlar om kallprat. 2022 publicerades Källners tredje bok Ser du inte vad jag säger?, om gester, minspel, tonfall och andra sätt att prata utan ord.  
Källner är gift och har två barn.